# Crosville-la-Vieille
Crosville-la-Vieille ist eine französische Gemeinde mit 610 Einwohnern (Stand: 1. Januar 2022) im Département Eure in der Region Normandie (vor 2016 Haute-Normandie). Die Gemeinde gehört zum Arrondissement Bernay (bis 2017: Arrondissement Évreux) und zum Kanton Le Neubourg. Die Einwohner werden Crosvillais genannt.

## Geografie
Crosville-la-Vieille liegt in Nordfrankreich etwa 27 Kilometer nordwestlich von Évreux. Umgeben wird Crosville-la-Vieille von den Nachbargemeinden Iville im Norden, Marbeuf im Osten, Saint-Aubin-d’Écrosville im Osten und Südosten, Sainte-Colombe-la-Commanderie im Süden, Le Tremblay-Omonville im Süden und Südwesten, Le Neubourg im Westen sowie Vitot im Nordwesten.

## Bevölkerungsentwicklung
| Jahr                      | 1793 | 1851 | 1886 | 1921 | 1962 | 1968 | 1975 | 1982 | 1990 | 1999 | 2006 | 2013 |
| Einwohner                 | 750  | 526  | 377  | 238  | 233  | 240  | 233  | 276  | 427  | 489  | 555  | 581  |
| Quelle: Cassini und INSEE |      |      |      |      |      |      |      |      |      |      |      |      |

## Sehenswürdigkeiten
- Kirche Saint-Martin, Monument historique seit 1934

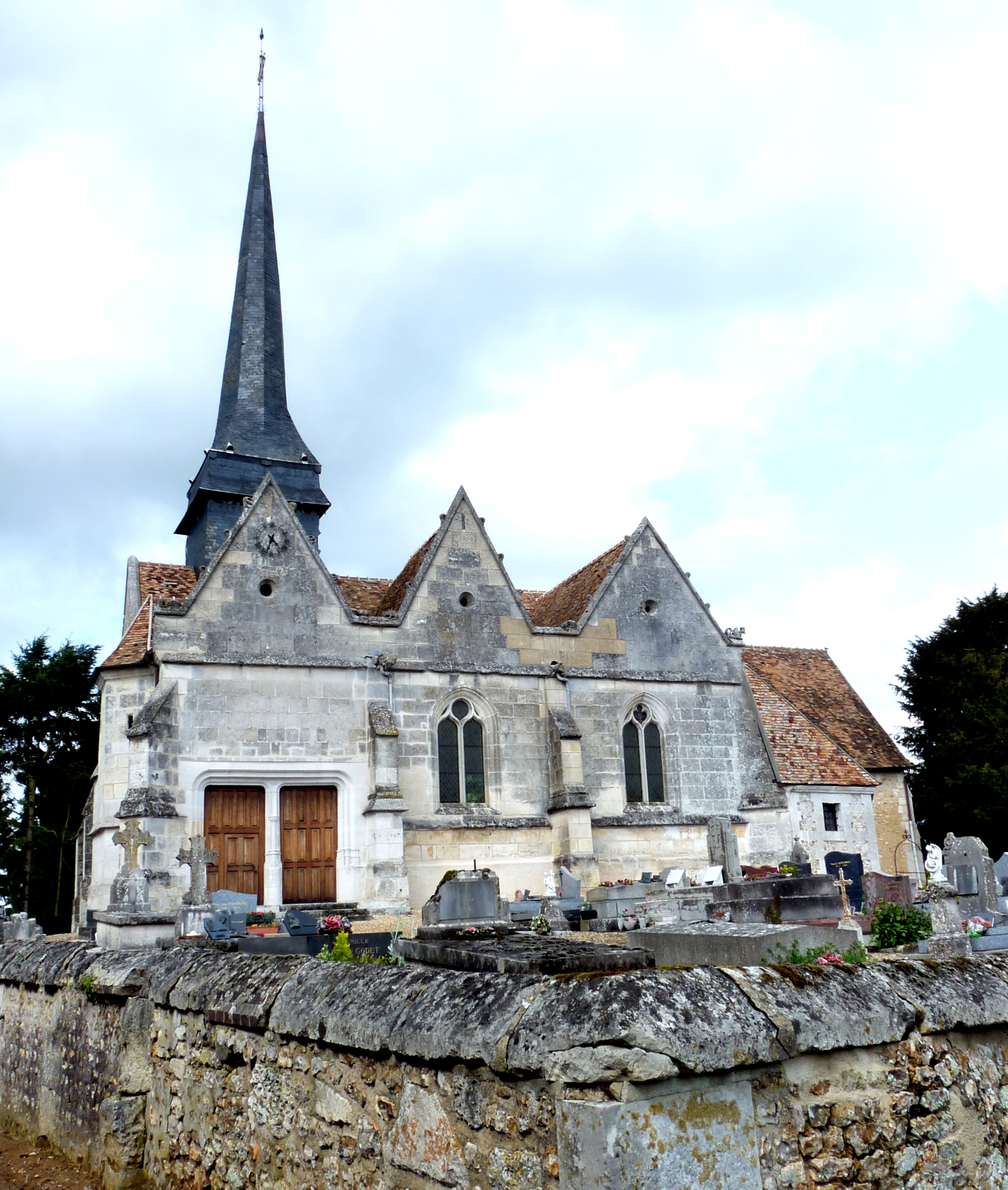
Kirche Saint-Martin